# Планісфера де Кавері

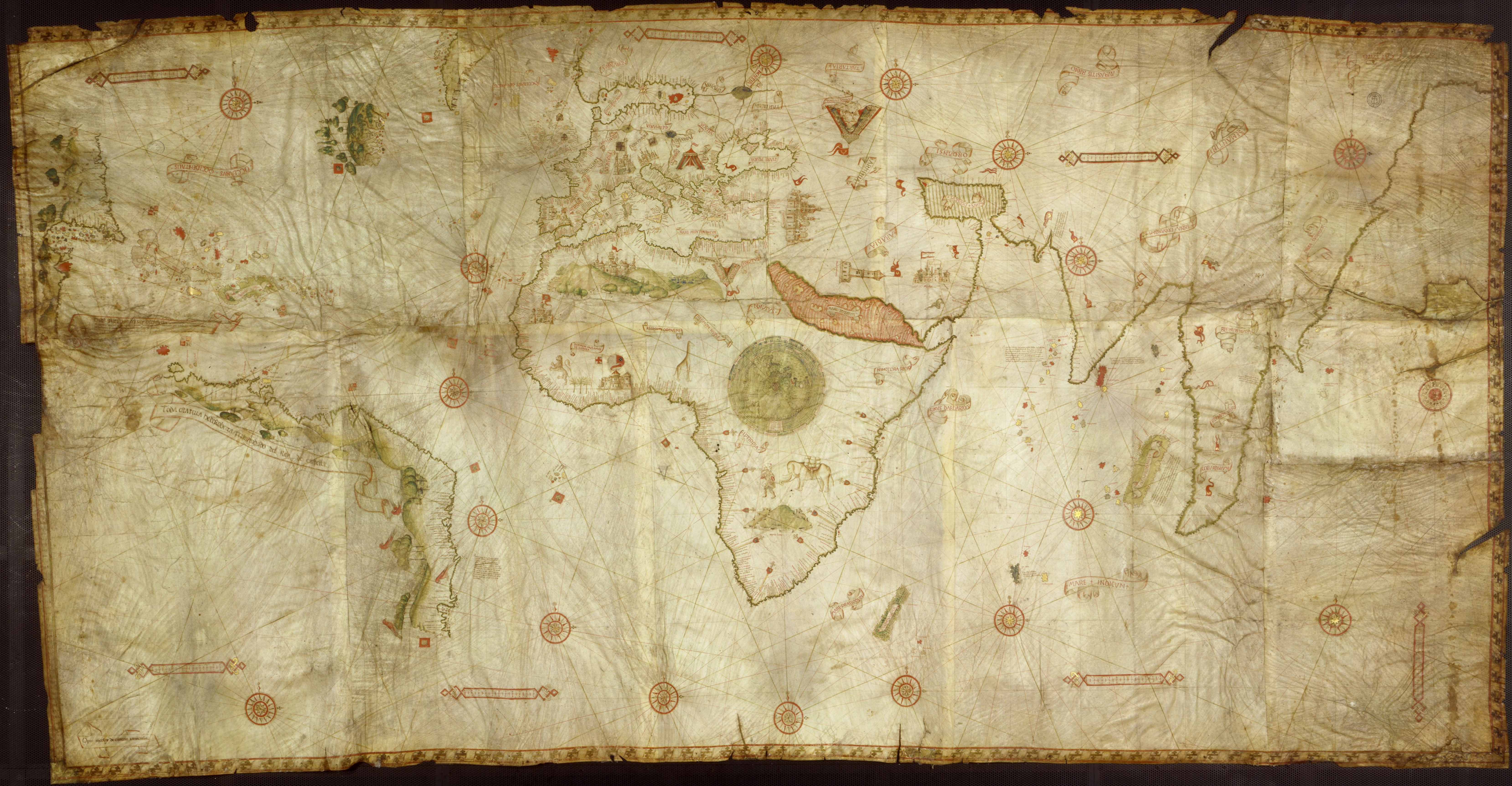
Планісфера де Кавері, близько 1505 р.

Планісфера де Кавері (іт. Il planisfero di Caverio), також знана як карта Каверіо, Канеріо або Канері — карта світу, створена генуезьким картографом Ніколо де Кавері близько 1505 р. Карту нанесено на пергаменті від руки й розфарбовано. Має десять секцій, які разом складають прямокутник 225×115 см. Зберігається у  Національній бібліотеці Франції.

## Історія
Карта не датована, але містить підпис - «Opus Nicolay de Caveri Januensis» (робота Ніколо де Кавері, генуезця). Можливо, карта була створена в Лісабоні генуезцем Кавері або скопійована ним в Генуї з португальської карти, яка дуже схожа на планісферу Кантіно, якщо не безпосередньо з самої карти Кантіно. Відомо, що планісфера Кантіно знаходилася в Генуї наприкінці 1502 р. і, ймовірно, могла перебувати там кілька років, — тож Кавері міг взяти її за основу для своєї карти. Планісфера Кавері послужила основним джерелом для створення в 1507 р.  знаменитої карти Мартіна Вальдземюллера, де вперше зустрічається слово «Америка».

## Опис
Планісфера складається з десяти аркушів відшліфованого пергаменту (веллуму), зібраних у формі чотирикутника розміром 225 × 115 см. На карті не проставлена дата створення, але вона має підпис латиною - Opus Nicolay de Caveri Januensis (робота Ніколо де Кавері, генуезця). Планісфера має ознаки портолана, оскільки на неї нанесена сітка румбів, а також чітко вказані широти. Згідно з традиціями того часу, належність територій тим чи іншим країнам позначена прапорами.
Північна Америка представлена трьома окремими частинами - Гренландією, східним узбережжям Ньюфаундленду (внутрішню частину позначають великі зелені дерева, а довготу вказано помилково, як і у планісфері Кантіно) та, західніше - Флоридою та Юкатаном. Північна частина  Гренландії уходить за межі карти, що не виключає потенційної можливості її приєднання до північноамериканського або азійського континенту. Цей недолік було усунено вже в планісфері Вальдземюллера. Португальський прапор майорить над Гренландією та Ньюфаундлендом.

## Загадки карти
На думку Карлоса Санца (ісп. Carlos Sanz), висловлену в його книзі («Mapas antiguos del mundo», Madrid, 1961), якщо порівняти обрис східного узбережжя Північної Америки на планісфері де Кавері з сучасними картами, ми будемо вражені дивовижною точністю зображення лінії берега від Флориди до Делавера і Гудзона. Це особливо дивно, оскільки заведено вважати, що європейці не бачили й не ступали на узбережжя південних штатів сучасних США до експедицій Понсе де Леона (1512 або 1513 р.), Джованні да Верраццано (1523 р.), Лукаса Васкеса де Айллоона (1520–1524 рр.) та Ештевана Гоміша (1525 р.), які усі відбулись значно пізніше за дату створення планісфери Кавері. Єдиним можливим поясненням є те, що якісь кораблі плавали уздовж цього узбережжя, і наносили контури на карти. Обриси цих берегів, можливо, і були взяті з цих невідомих карт. Гіпотеза Санца не отримала підтримки інших вчених.

## Ресурси Інтернету
- Масштабоване зображення Карти де Кавері на сайті  Національної бібліотеки Франції.
- Reproducción del planisferio de Caverio en Gallica